# 巴尔萨泽·约翰内斯·沃斯特
巴尔萨泽·约翰内斯·沃斯特（阿非利卡语： [ˈbaltɑːzar jʊəˈhanəs ˈfɔrstər]，1915年12月13日—1983年9月10日），通称约翰·沃斯特（John Vorster），是南非政治家、南非總理（1966年－1978年），1978年當選為南非國家總統，翌年因政治丑闻被迫辞职。

## 早年生活
1915年，沃斯特出生於南非開普省的詹姆斯敦，是一名從事养羊业的富裕布尔人的第15个孩子。他在詹姆斯敦就讀小學。後來，沃斯特在有“阿非利卡民族主義搖籃”之稱的斯泰倫博斯大學學習。1910年至1971年間的七位南非總理中，有六位是出身於這所大學。他积极参与学生政治，并作为國民黨学生领袖而受到重视。
1938年，沃斯特离开学校，任職开普省主任法官的注册官。翌年，他在伊丽莎白港当律师。

## 事業
第二次世界大战期间，沃斯特参与成立反英的“牛车卫队”，成为激進派的“将军”。他公开表示鄙夷民主、尊崇德國，热情地希望德国获得胜利。1942年，當局以“破坏战争努力罪”將他拘捕。沃斯特於14个月后获释，准予重执律师业。1948年大選中，沃斯特僅以些微票数落选。
1953年，沃斯特以國民黨候選人的身份出選德蘭士瓦省的奈傑爾選區，並成功當選。作为国民党右翼的领导成员，他协助亨德里克·維沃爾德于1958年出任总理。10月，他獲任命为教育、艺术、科学与社会福利部长。沃斯特立即获得严格执行種族隔離政策的名声。
1960年3月发生嚴重種族騷亂后，他獲任命为司法、警察与监狱部长，對抨擊政府與種族隔離政策的人士進行激烈鎮壓及騷擾。1966年9月，時任總理維沃爾德遇刺後一星期，國民黨核心小組推選他為下任總理。
尽管沃斯特郑重声明坚持种族隔离，但他的政治纲领实际上较其前任略为开明。1974年葡萄牙殖民帝国崩溃后，他很快觉察到非洲南部力量的变化，表示愿意与邻国黑人领导人进行合作，試图和平解决罗得西亚及西南非连绵不断的危机。不過，当南非军队进入安哥拉以反对苏联及古巴支持安哥拉人民解放运动时，沃斯特錯失了和平解決事件的機會。沃斯特与美国国务卿亨利·基辛格一起说服罗得西亚总理伊恩·史密斯与黑人领导人分享权力，但他自己卻強烈反對同樣的情況在南非發生。
1978年9月，他因健康原因辞职，並於10月10日出任属礼仪性职务的国家总统。11月，业已沸腾了几个月的“南非版水門事件”——穆爾德門（包括挪用政府巨款和滥用议会权力）达到顶点。当调查委员会提出报告，揭露他对滥用公款全部知情并帮助掩盖事实真相后，沃斯特于1979年6月4日辞去国家总统职务。

## 出版物
- Vorster, Balthazar Johannes. O. Geyser , 编.  [The edited speeches of the seventh prime minister of South Africa: 1953-1974]. Bloemfontein: Instituut vir Eietydse Geskiedenis, UOVS. 1976  [2020-04-26]. （原始内容存档于2020-05-17） （南非荷兰语）.

## 外部連結
- B. J. Vorster: Selected speeches （页面存档备份，存于）
- The Rise of the South African Reich – Chapter 6, Brian Bunting, 1969

| 官衔                            | 官衔                        | 官衔                  |
| ------------------------------- | --------------------------- | --------------------- |
| 前任： 亨德里克·弗倫施·維沃爾德 | 南非總理 1966年－1978年     | 繼任： 彼得·威廉·波塔 |
| 前任： 馬雷·維爾容              | 南非國家總統 1978年－1979年 | 繼任： 馬雷·維爾容    |